# Idris gordius
Idris gordius är en stekelart som beskrevs av Kononova 2001. Idris gordius ingår i släktet Idris och familjen Scelionidae. Inga underarter finns listade i Catalogue of Life.